# António Pires de Azevedo Loureiro
António Pires de Azevedo Loureiro, Administrador Apostólico de Braga (Nelas, Santar, Moreira de Baixo - ?), foi um prelado português.

## Biografia
António Pires de Azevedo Loureiro era filho de Sebastião de Loureiro Pires (Nelas, Santar, Moreira de Baixo) e de sua mulher (Nelas, Carvalhal Redondo, 24 de Maio de 1774) Ana Maria de Azevedo (Nelas, Carvalhal Redondo, Quinta da Silveira), neto paterno de Manuel Fernandes (Nelas, Canas de Senhorim, Casal de São José) (filho de Manuel Fernandes (Nelas, Canas de Senhorim, Casal de São José) e de sua mulher Eufémia Pires (Santar, Nelas, Nelas)) e de sua mulher Josefa de Loureiro (Nelas, Santar, Moreira de Baixo) (filha de Manuel de Loureiro e Nisa (Nelas, Santar, Quinta do Pisão) e de sua mulher Brízida de Figueiredo (Nelas, Santar, Moreira de Baixo)) e neto materno de Silvestre António de Figueiredo ou de Loureiro (Nelas, Santar, Moreira de Baixo ou Quinta da Silveira) (filho de Pascoal (ou Vasco) Henriques (Nelas, Carvalhal Redondo, Aguieira) e de sua mulher Caetana Pais (Santar, Nelas, Moreira de Baixo)) e de sua mulher Águeda Maria de Azevedo (Seia, Santiago, Folgosas, Folgosa do Salvador) (filha de Salvador Marques (Nelas, Nelas, Nelas) e de sua mulher Maria de Azevedo (Seia, Santiago, Folgosas, Folgosa do Salvador)).
Era irmão de D. Manuel Pires de Azevedo Loureiro (Nelas, Santar, Moreira de Baixo, 15 de Março de 1777 - Beja, 26 de Setembro de 1848), Bispo de Beja e Administrador Apostólico de Portalegre, e tio paterno de António Pires da Silva de Azevedo Loureiro.
Doutor, foi Juiz Desembargador Provisor, e, por ausência do Governador e Vigário Capitular, em situação de Sede Vacante, encarregado do governo espiritual do Arcebispado de Braga.
A 23 de Dezembro de 1835, é colocado por seu irmão Manuel Pires de Azevedo Loureiro como seu substituto na qualidade de Vigário Capitular da Arquidiocese de Braga.
Foi Pároco Prior da Igreja da Freguesia de Santo André, em Lisboa, como havia sido seu irmão, por Carta de 11 de Agosto de 1843.